# I. B třída Jihomoravského kraje
I. B třída Jihomoravského kraje tvoří společně s ostatními prvními B třídami sedmou nejvyšší fotbalovou soutěž v České republice. Je řízena Jihomoravským krajským fotbalovým svazem a rozdělena na skupiny A, B a C. Hraje se každý rok od léta do jara se zimní přestávkou, účastní se jí v každé skupině 14 týmů z Jihomoravského kraje, každý s každým hraje jednou na domácím hřišti a jednou na hřišti soupeře. Celkem se tedy hraje 26 kol. Vítězem se stává tým s nejvyšším počtem bodů v tabulce a postupuje do jedné ze skupin I. A třídy Jihomoravského kraje. Poslední týmy sestupují do Okresních přeborů (II. tříd), řízených dle spádovosti:
- Okres Blansko – OFS Blansko
- Okres Brno-město – MěFS Brno-město
- Okres Brno-venkov – OFS Brno-venkov
- Okres Břeclav – OFS Břeclav
- Okres Hodonín – OFS Hodonín
- Okres Vyškov – OFS Vyškov
- Okres Znojmo – OFS Znojmo

Zkratky: OFS – Okresní fotbalový svaz, MěFS – Městský fotbalový svaz

## Vítězové
Zdroje: 
Vítězové I. B třídy – skupiny A
- 2001/2002 – FC Veverská Bítýška
- 2002/2003 – FC CVM Mokrá-Horákov
- 2003/2004 – FK SK Bosonohy
- 2004/2005 – AFK Tišnov
- 2005/2006 – FC Slovan Brno
- 2006/2007 – SK Slavkov u Brna
- 2007/2008 – TJ Slovan Ivanovice na Hané
- 2008/2009 – FC Soběšice
- 2009/2010 – TJ Dražovice
- 2010/2011 – Sokol Bořitov
- 2011/2012 – FK Kunštát
- 2012/2013 – FC Soběšice
- 2013/2014 – SK Sokol Lipovec
- 2014/2015 – AFK Tišnov
- 2015/2016 – MFK Vyškov „B“
- 2016/2017 – TJ Start Brno
- 2017/2018 – FK Pačlavice-Dětkovice
- 2018/2019 – FC Soběšice
- 2019/2020 – FC Medlánky (neúplný ročník)
- 2020/2021 – AC Lelekovice (neúplný ročník)
- 2021/2022 – TJ Vilémovice
- 2022/2023 – FK Renocar Podolí
- 2023/2024 –

Vítězové I. B třídy – skupiny B
- 2001/2002 – SK Líšeň
- 2002/2003 – FC Slovan Rosice
- 2003/2004 – 1. SC Znojmo „B“
- 2004/2005 – SK Újezd u Brna
- 2005/2006 – SK Tuřany
- 2006/2007 – FC Medlánky
- 2007/2008 – TJ Sokol Dobšice
- 2008/2009 – TJ Baník Zbýšov
- 2009/2010 – SK Vojkovice
- 2010/2011 – TJ Šaratice
- 2011/2012 – TJ Sokol Tasovice „B“
- 2012/2013 – SK Slatina
- 2013/2014 – SK Žebětín
- 2014/2015 – TJ Čechie Zastávka
- 2015/2016 – TJ Sokol Přímětice
- 2016/2017 – TJ Rajhradice
- 2017/2018 – FC Slovan Brno
- 2018/2019 – TJ Viktoria Želešice
- 2019/2020 – TJ Sokol Pohořelice (neúplný ročník)
- 2020/2021 – TJ Sokol Pohořelice (neúplný ročník)
- 2021/2022 – TJ Sokol Pohořelice
- 2022/2023 – TJ Sokol Troubsko
- 2023/2024 –

Vítězové I. B třídy – skupiny C
- 2001/2002 – SK Huhtamaki Okříšky
- 2002/2003 – TJ Sokol Lanžhot
- 2003/2004 – TJ Kordárna Velká nad Veličkou
- 2004/2005 – TJ Sokol Tvrdonice
- 2005/2006 – SK Žarošice
- 2006/2007 – TJ Palavan Bavory
- 2007/2008 – MSK Břeclav „B“
- 2008/2009 – TJ Slovan Bzenec
- 2009/2010 – TJ Slavoj Podivín
- 2010/2011 – TJ Moravan Lednice
- 2011/2012 – FK Baník Dubňany
- 2012/2013 – TJ FK Sokol Lovčice
- 2013/2014 – FC Vracov
- 2014/2015 – FC Veselí nad Moravou
- 2015/2016 – TJ Kordárna Velká nad Veličkou
- 2016/2017 – FK Milotice
- 2017/2018 – RAFK Rajhrad
- 2018/2019 – 1. FK Družstevník Nikolčice
- 2019/2020 – TJ Velké Bílovice (neúplný ročník)
- 2020/2021 – FK Valtice (neúplný ročník)
- 2021/2022 – SK Agro Vnorovy
- 2022/2023 – SK Kozojídky
- 2023/2024 –

Vítězové I. B třídy – skupiny D
- 2001/2002 – TJ Cukrovar Hrušovany nad Jevišovkou

Poznámky:
- 1960/61 – 1964/65: Jihomoravský kraj
- 1965/66 – 1968/69: Jihomoravská oblast
- 1969/70 – 1971/72: Jihomoravská župa
- 1972/73 – 1990/91: Jihomoravský kraj
- 1991/92 – 2001/02: Jihomoravská župa
- 2002/03 – dosud: Jihomoravský kraj